# سي نت
سي نت (بالإنجليزية: CNET) (وتلفظ سي نت) موقع وسائط تعليمي أمريكي ينشر مراجعات، أخبار، مقالات، تدوينات، منتجات تقنية وإلكترونيات استهلاكية. أنشأه Halsey Minor وShelby Bonnie في عام 1994.
تنتج سي نت محتوى للراديو والتلفزيون بالإضافة إلى موقعها على الإنترنت، وحالياً تستخدم طرق التوزيع عبر الإعلام الجديد وتلفزيون الإنترنت وCNET TV وبودكاست وشبكة مدونات.

## روابط خارجية
- سي نت على موقع روتن توميتوز (الإنجليزية)